# PARASOL
Pour les articles homonymes, voir Parasol (homonymie).
PARASOL, acronyme de Polarisation et Anisotropie des Réflectances au sommet de l’Atmosphère, couplées avec un Satellite d’Observation emportant un Lidar, est un satellite français d'observation de l'atmosphère terrestre mis en orbite le 18 décembre 2004 par un lanceur Ariane 5 depuis le Centre spatial guyanais à Kourou. PARASOL est un microsatellite de la série Myriade. Sa durée de vie initiale de 2 ans est prolongée par le CNES jusqu'à la fin de l’année 2013.
PARASOL doit permettre d'améliorer notre connaissance des propriétés radiatives et microphysiques des nuages et des aérosols. 
En février 2005, après trois mois de test, PARASOL rejoint la constellation de satellites « A-train » pour rapprocher ses informations avec celles des satellites Aqua, Aura, CALIPSO,  CloudSat. Ces cinq satellites forment l'observatoire spatial franco-américain destiné à l’étude de l’atmosphère et du climat. 
Le 2 décembre 2009, étant devenu peu manœuvrable pour cause d'épuisement de son carburant, PARASOL est retiré du A-train suivant deux manœuvres d'abaissement qui permettent d'atteindre une orbite à 3,9 km sous les autres satellites :
- 1re poussée à 09 h 46 min 39 s TU (nœud descendant).
- 2e poussée à 12 h 14 min 58 s TU (nœud ascendant).

Les 14 et 16 novembre 2011, deux manœuvres d'abaissement d'orbite sont réalisées pour atteindre une orbite à 9,5 km sous l'A-train. PARASOL continue à transmettre des données mais son temps local de passage est modifié, passant de 13h33 en 2005 à 15h en octobre 2012.
Le  11 octobre 2013, faute d'ergols suffisants pour assurer le maintien de son orbite, le microsatellite PARASOL est extrait définitivement de la constellation A-train, au cours de manœuvres qui dure jusqu'au 18 décembre 2013. La mission scientifique de PARASOL est définitivement arrêtée.

## Instruments

### POLDER-3
Le satellite utilise le radiomètre POLDER (POLarization and Directionality of the Earth's Reflectance), qui mesure les caractéristiques directionnelles et la polarisation de la lumière réfléchie par les surfaces terrestres et l'atmosphère. Celui présent sur la plate-forme PARASOL est le troisième de sa génération, en effet POLDER-1 et POLDER-2 sont embarqués sur les plates-formes ADEOS-I et ADEOS-II, mais à la suite d'une défaillance des plates-formes ADEOS, leurs temps de mesures sont très brefs (10 mois pour le premier et 8 pour le second). Toutefois les données sont tellement importantes par leurs informations que le CNES en collaboration avec le laboratoire d'optique atmosphérique de Lille décide de tenter de nouveau l'expérience.
Les radiomètres POLDER utilisent une optique grand champ couplée à une matrice rectangulaire de capteurs photographiques CCD qui fonctionne dans le domaine du visible. De manière générale, les autres capteurs fonctionnant dans le visible utilisent un balayeur mécanique ou des capteurs photographiques CCD. La conception en matrice permet de réaliser des mesures multidirectionnelles d'une même cible. L'observation est donc faite suivant un angle solaire peu modifié ; par contre les angles de visée (zénith et azimut) varient jusqu'à 16 fois. L'analyse spectrale dans 9 canaux utilise une roue porte-filtre devant le capteur. Certains canaux possèdent en plus des polariseurs  (490, 670 et 865 nm).
Les résultats obtenus doivent permettre de mieux modéliser l'évolution du climat à long terme, ainsi que les variations climatiques saisonnières ou inter-annuelles. Ci-dessous la liste des différents canaux avec leurs objectifs :
| Canal (nm) | Polariseurs | Objectifs                |
| ---------- | ----------- | ------------------------ |
| 443        | NON         | nuages et bilan radiatif |
| 490        | OUI         | aérosols                 |
| 565        | NON         | aérosols                 |
| 670        | OUI         | aérosols                 |
| 763        | NON         | nuages et altimétrie     |
| 765        | NON         | nuages et altimétrie     |
| 865        | OUI         | aérosols                 |
| 910        | NON         | vapeur d'eau             |
| 1020       | NON         | végétation               |